# Korangrapady
Korangrapady là một thị trấn thuộc taluk Udupi, huyện Udupi, bang Karnataka, Ấn Độ.